# 上杉純雄
上杉 純雄（うえすぎ すみお、1948年（昭和23年）10月4日 - 2020年（令和2年）3月4日）は、日本の銀行家、実業家。UCカード社長、みちのく銀行代表取締役会長等を歴任した。

## 人物・来歴
神奈川県生まれ。神奈川県立湘南高等学校、早稲田大学法学部を卒業後、富士銀行（現・みずほ銀行）に入行。
同行時代は、主に証券、リテール部門を担い住宅ローンや、現在のみずほマイレージクラブの原型といえる富士ファーストクラブのほか、全店規模におけるデータベース構築にも携わり、常務執行役員等を歴任。
2002年、UCカード社長に転じ、銀行との関係強化、他のカード会社との事務処理共同化を進めたほか、日本クレジットカード協会会長も務めた。
2005年、相次ぐ不祥事の発覚に伴う業務改善命令の発動によって、当局から経営体制の刷新を求められていたみちのく銀行代表取締役会長に就任し、ガバナンスとコンプライアンス強化に取り組んだ。その後、立て直しもある程度進んできたこともあり、代表権は2008年の取締役会を以て返上。2010年6月末には取締役からも退いた。
2020年3月4日午前6時30分、神奈川県内で病死。71歳没。

## 略歴
- 1967年（昭和42年） - 神奈川県立湘南高等学校卒業。
- 1971年（昭和46年）- 早稲田大学法学部卒業後、富士銀行（現・みずほ銀行）入行。
  -     - 以降、資金証券部、資金証券企画部各部長、武蔵小杉支店長、証券部副部長、個人部長、個人開発部長兼チャネル開発部長等を歴任する。
- 1999年（平成11年） - 取締役福岡支店長委嘱。
- 2000年（平成12年） - 常務執行役員個人グループ長兼アセットマネジメントグループ長。
- 2002年（平成14年） - ユーシーカード取締役社長。
- 2005年（平成17年） - みちのく銀行代表取締役会長。
- 2008年（平成20年） - 同行取締役会長。
- 2010年（平成22年）
  - 4月 - みちのく銀行取締役。
  - 6月 - 同行取締役退任。
  - 6月 - 損害保険ジャパン常勤監査役。
- 2013年（平成25年） - 芙蓉総合リース監査役。
- 2020年（令和2年）3月4日 - 死去。